# Lochen am See
Lochen am See – miejscowość i gmina w Austrii, w kraju związkowym Górna Austria, w powiecie Braunau am Inn. Liczy 2,6 tys. mieszkańców.